# Wang Leehom

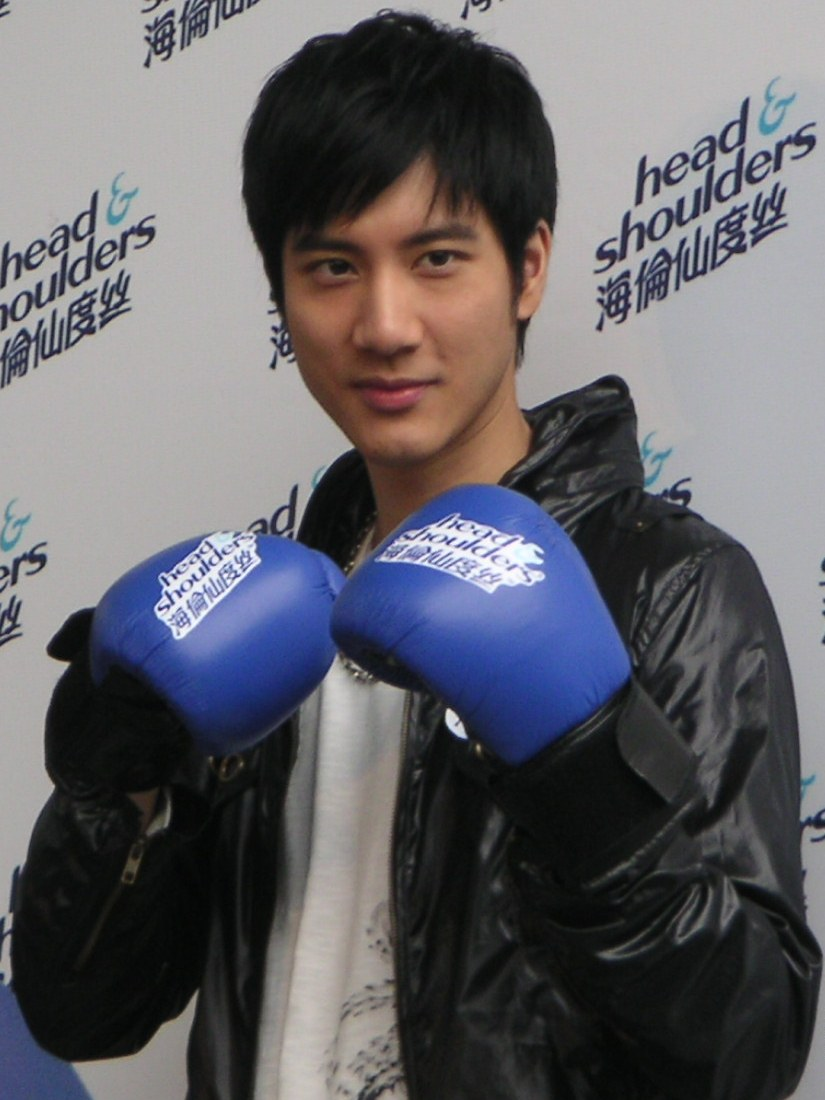
Wang Lee-Hom

Lee-Hom Wang (xinès: 王力宏, pinyin: Wang Lìhóng) és un cantant, compositor i actor estatunidenc. Ha aconseguit gran èxit a la Xina, Taiwan, Malàisia, Hong Kong, Singapur, Japó, Tailàndia i la resta del Sud-est asiàtic. Guanyador quatre vegades del Golden Melody Award. A partir de 1995, al començament de la seva carrera musical, Wang va contribuir en més o menys 25 àlbums, arribant als 13 milions en vendes. A més de les vendes del seu àlbum, també va establir un nou rècord d'assistència en el Taipei Arena per la seva Heroes of Earth 2006 Concert el març del 2006, el concert havia trencat més de sis rècords nacionals. Wang també ha participat en diversos films, el seu paper en el film d'Ang Lee, Lust, Caution va copsar la major atenció. Recentment, Wang va aparèixer a la llista d'"Els 80 asiàtic-americans més inspiradors de tots els temps" per la Goldsea Asian American Daily.

## Biografia
Alexander Lee-Hom Wang va néixer a Rochester (Nova York) el 17 de maig de 1976. Va anar a Jefferson Road Elementary School, Pittsford Middle School, després Pittsford Sutherland High School al poble de Pittsford. Conegut per l'excel·lent educació, Pittsford School District, ha fet a Wang una bona persona. Wang es va graduar en Sutherland High School amb una puntuació perfecta de 1600 SAT. Abans de la graduació, va estudiar a Williams College i es va graduar amb honors a Música i Estudis Asiàtics. També va anar a Berklee College of Music en el programa Music Professional, amb la seva veu com el seu principal instrument.
El 1995 va aconseguir un contracte professional quan visitava als seus avis a Taiwan. Més endavant, Wang va començar a ser un dels nous compositors i músics que van revolucionar la música Xina. Escriu les seves pròpies cançons i dirigeix els seus propis vídeos.